# Rudolf Pfitzner
Pour les articles homonymes, voir Pfitzner.
Rudolf Pfitzner, pasteur à Sprottau, province de Silésie, né en 1864, mort le 18 mars 1921 à Darmstadt, est un entomologiste allemand, spécialisé dans l'étude des lépidoptères.

## Taxons décrits
- Abantiades barcas  Pfitzner, 1914